# Chełst (dopływ Łeby)
Chełst – rzeka, prawostronny dopływ Łeby o długości 32,14 km.

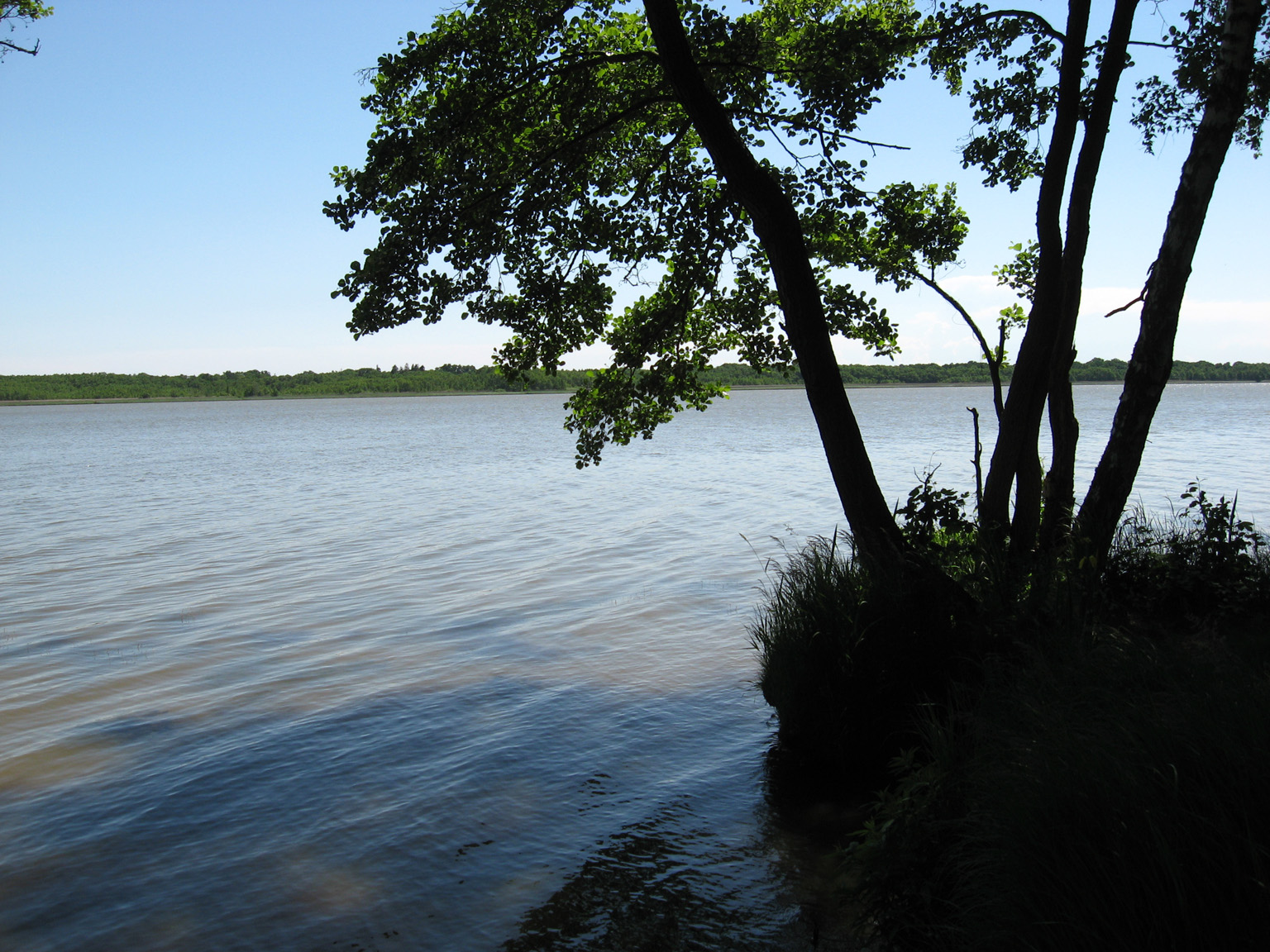
Jezioro Sarbsko - widok od strony mierzei

Rzeka płynie na Pobrzeżu Koszalińskim. Jej źródła znajdują się na skraju Lasów Lęborskich w okolicach Gościęcina. Środkowy bieg rzeki to meandrowate jary objęte rezerwatem przyrody Borkowskie Wąwozy. Przepływa przez Ciekocinko, Ciekocino i Słajszewo. W dolnym (równoleżnikowym) biegu rzeka przepływa w okolicy Osetnika i latarni morskiej Stilo, wpływając do jeziora Sarbsko. W końcowym odcinku Chełst przepływa przez Łebę i uchodzi do rzeki Łeby w odległości niecałego kilometra od jej ujścia do Bałtyku. Dopływami Chełstu są Bergędzińska Struga, Struga Choczewska, Kanał Biebrowski.
Nazwę Chełst wprowadzono w 1948 r., zastępując poprzednią niemiecką Chaust B..